# Meindert Niemeijer
Meindert Niemeijer (Rotterdam, 18 febbraio 1902 – Rotterdam, 5 ottobre 1987) è stato un compositore di scacchi e mecenate olandese.

## Attività
Giudice internazionale della composizionedal 1958 e Maestro internazionale della composizione dal 1975, ha composto circa 300 problemi in due, tre e più mosse. Laureato in legge, esercitò per qualche tempo la professione di avvocato e dal 1926 al 1964 fu direttore della primaria compagnia di assicurazioni Nationale Levensverzekerings Bank (National Life Insurance Bank).
Grande collezionista di libri, in gran parte di scacchi, durante la seconda guerra mondiale la sua casa fu sequestrata dalle truppe di occupazione della Germania nazista, ma riuscì a mettere al sicuro la sua vasta libreria (circa 10.000 volumi). Nel 1948 la donò interamente alla Biblioteca reale dell'Aia (Koninklijke Bibliotheek), a condizione che fosse unita a quella del prof. Van der Linde, e intitolata « Bibliotheca Van der Linde-Niemerijana ». La proposta fu accettata e nel 1955 Niemeijer pubblicò un accurato catalogo delle opere presenti in tale biblioteca.
Un problema d'esempio: 
|   | a | b | c | d | e | f | g | h |   |
| 8 | d7 pedone del nero · e7 donna del bianco · f7 re del bianco · d6 pedone del bianco · c5 pedone del bianco · d5 pedone del nero · f5 pedone del nero · h5 cavallo del nero · d4 cavallo del bianco · f4 re del nero · g4 pedone del nero · c3 pedone del nero · d3 pedone del bianco · g3 pedone del nero · d2 pedone del nero · e2 alfiere del bianco · f2 pedone del nero · g2 pedone del bianco | d7 pedone del nero · e7 donna del bianco · f7 re del bianco · d6 pedone del bianco · c5 pedone del bianco · d5 pedone del nero · f5 pedone del nero · h5 cavallo del nero · d4 cavallo del bianco · f4 re del nero · g4 pedone del nero · c3 pedone del nero · d3 pedone del bianco · g3 pedone del nero · d2 pedone del nero · e2 alfiere del bianco · f2 pedone del nero · g2 pedone del bianco | d7 pedone del nero · e7 donna del bianco · f7 re del bianco · d6 pedone del bianco · c5 pedone del bianco · d5 pedone del nero · f5 pedone del nero · h5 cavallo del nero · d4 cavallo del bianco · f4 re del nero · g4 pedone del nero · c3 pedone del nero · d3 pedone del bianco · g3 pedone del nero · d2 pedone del nero · e2 alfiere del bianco · f2 pedone del nero · g2 pedone del bianco | d7 pedone del nero · e7 donna del bianco · f7 re del bianco · d6 pedone del bianco · c5 pedone del bianco · d5 pedone del nero · f5 pedone del nero · h5 cavallo del nero · d4 cavallo del bianco · f4 re del nero · g4 pedone del nero · c3 pedone del nero · d3 pedone del bianco · g3 pedone del nero · d2 pedone del nero · e2 alfiere del bianco · f2 pedone del nero · g2 pedone del bianco | d7 pedone del nero · e7 donna del bianco · f7 re del bianco · d6 pedone del bianco · c5 pedone del bianco · d5 pedone del nero · f5 pedone del nero · h5 cavallo del nero · d4 cavallo del bianco · f4 re del nero · g4 pedone del nero · c3 pedone del nero · d3 pedone del bianco · g3 pedone del nero · d2 pedone del nero · e2 alfiere del bianco · f2 pedone del nero · g2 pedone del bianco | d7 pedone del nero · e7 donna del bianco · f7 re del bianco · d6 pedone del bianco · c5 pedone del bianco · d5 pedone del nero · f5 pedone del nero · h5 cavallo del nero · d4 cavallo del bianco · f4 re del nero · g4 pedone del nero · c3 pedone del nero · d3 pedone del bianco · g3 pedone del nero · d2 pedone del nero · e2 alfiere del bianco · f2 pedone del nero · g2 pedone del bianco | d7 pedone del nero · e7 donna del bianco · f7 re del bianco · d6 pedone del bianco · c5 pedone del bianco · d5 pedone del nero · f5 pedone del nero · h5 cavallo del nero · d4 cavallo del bianco · f4 re del nero · g4 pedone del nero · c3 pedone del nero · d3 pedone del bianco · g3 pedone del nero · d2 pedone del nero · e2 alfiere del bianco · f2 pedone del nero · g2 pedone del bianco | d7 pedone del nero · e7 donna del bianco · f7 re del bianco · d6 pedone del bianco · c5 pedone del bianco · d5 pedone del nero · f5 pedone del nero · h5 cavallo del nero · d4 cavallo del bianco · f4 re del nero · g4 pedone del nero · c3 pedone del nero · d3 pedone del bianco · g3 pedone del nero · d2 pedone del nero · e2 alfiere del bianco · f2 pedone del nero · g2 pedone del bianco | 8 |
| 7 | d7 pedone del nero · e7 donna del bianco · f7 re del bianco · d6 pedone del bianco · c5 pedone del bianco · d5 pedone del nero · f5 pedone del nero · h5 cavallo del nero · d4 cavallo del bianco · f4 re del nero · g4 pedone del nero · c3 pedone del nero · d3 pedone del bianco · g3 pedone del nero · d2 pedone del nero · e2 alfiere del bianco · f2 pedone del nero · g2 pedone del bianco | d7 pedone del nero · e7 donna del bianco · f7 re del bianco · d6 pedone del bianco · c5 pedone del bianco · d5 pedone del nero · f5 pedone del nero · h5 cavallo del nero · d4 cavallo del bianco · f4 re del nero · g4 pedone del nero · c3 pedone del nero · d3 pedone del bianco · g3 pedone del nero · d2 pedone del nero · e2 alfiere del bianco · f2 pedone del nero · g2 pedone del bianco | d7 pedone del nero · e7 donna del bianco · f7 re del bianco · d6 pedone del bianco · c5 pedone del bianco · d5 pedone del nero · f5 pedone del nero · h5 cavallo del nero · d4 cavallo del bianco · f4 re del nero · g4 pedone del nero · c3 pedone del nero · d3 pedone del bianco · g3 pedone del nero · d2 pedone del nero · e2 alfiere del bianco · f2 pedone del nero · g2 pedone del bianco | d7 pedone del nero · e7 donna del bianco · f7 re del bianco · d6 pedone del bianco · c5 pedone del bianco · d5 pedone del nero · f5 pedone del nero · h5 cavallo del nero · d4 cavallo del bianco · f4 re del nero · g4 pedone del nero · c3 pedone del nero · d3 pedone del bianco · g3 pedone del nero · d2 pedone del nero · e2 alfiere del bianco · f2 pedone del nero · g2 pedone del bianco | d7 pedone del nero · e7 donna del bianco · f7 re del bianco · d6 pedone del bianco · c5 pedone del bianco · d5 pedone del nero · f5 pedone del nero · h5 cavallo del nero · d4 cavallo del bianco · f4 re del nero · g4 pedone del nero · c3 pedone del nero · d3 pedone del bianco · g3 pedone del nero · d2 pedone del nero · e2 alfiere del bianco · f2 pedone del nero · g2 pedone del bianco | d7 pedone del nero · e7 donna del bianco · f7 re del bianco · d6 pedone del bianco · c5 pedone del bianco · d5 pedone del nero · f5 pedone del nero · h5 cavallo del nero · d4 cavallo del bianco · f4 re del nero · g4 pedone del nero · c3 pedone del nero · d3 pedone del bianco · g3 pedone del nero · d2 pedone del nero · e2 alfiere del bianco · f2 pedone del nero · g2 pedone del bianco | d7 pedone del nero · e7 donna del bianco · f7 re del bianco · d6 pedone del bianco · c5 pedone del bianco · d5 pedone del nero · f5 pedone del nero · h5 cavallo del nero · d4 cavallo del bianco · f4 re del nero · g4 pedone del nero · c3 pedone del nero · d3 pedone del bianco · g3 pedone del nero · d2 pedone del nero · e2 alfiere del bianco · f2 pedone del nero · g2 pedone del bianco | d7 pedone del nero · e7 donna del bianco · f7 re del bianco · d6 pedone del bianco · c5 pedone del bianco · d5 pedone del nero · f5 pedone del nero · h5 cavallo del nero · d4 cavallo del bianco · f4 re del nero · g4 pedone del nero · c3 pedone del nero · d3 pedone del bianco · g3 pedone del nero · d2 pedone del nero · e2 alfiere del bianco · f2 pedone del nero · g2 pedone del bianco | 7 |
| 6 | d7 pedone del nero · e7 donna del bianco · f7 re del bianco · d6 pedone del bianco · c5 pedone del bianco · d5 pedone del nero · f5 pedone del nero · h5 cavallo del nero · d4 cavallo del bianco · f4 re del nero · g4 pedone del nero · c3 pedone del nero · d3 pedone del bianco · g3 pedone del nero · d2 pedone del nero · e2 alfiere del bianco · f2 pedone del nero · g2 pedone del bianco | d7 pedone del nero · e7 donna del bianco · f7 re del bianco · d6 pedone del bianco · c5 pedone del bianco · d5 pedone del nero · f5 pedone del nero · h5 cavallo del nero · d4 cavallo del bianco · f4 re del nero · g4 pedone del nero · c3 pedone del nero · d3 pedone del bianco · g3 pedone del nero · d2 pedone del nero · e2 alfiere del bianco · f2 pedone del nero · g2 pedone del bianco | d7 pedone del nero · e7 donna del bianco · f7 re del bianco · d6 pedone del bianco · c5 pedone del bianco · d5 pedone del nero · f5 pedone del nero · h5 cavallo del nero · d4 cavallo del bianco · f4 re del nero · g4 pedone del nero · c3 pedone del nero · d3 pedone del bianco · g3 pedone del nero · d2 pedone del nero · e2 alfiere del bianco · f2 pedone del nero · g2 pedone del bianco | d7 pedone del nero · e7 donna del bianco · f7 re del bianco · d6 pedone del bianco · c5 pedone del bianco · d5 pedone del nero · f5 pedone del nero · h5 cavallo del nero · d4 cavallo del bianco · f4 re del nero · g4 pedone del nero · c3 pedone del nero · d3 pedone del bianco · g3 pedone del nero · d2 pedone del nero · e2 alfiere del bianco · f2 pedone del nero · g2 pedone del bianco | d7 pedone del nero · e7 donna del bianco · f7 re del bianco · d6 pedone del bianco · c5 pedone del bianco · d5 pedone del nero · f5 pedone del nero · h5 cavallo del nero · d4 cavallo del bianco · f4 re del nero · g4 pedone del nero · c3 pedone del nero · d3 pedone del bianco · g3 pedone del nero · d2 pedone del nero · e2 alfiere del bianco · f2 pedone del nero · g2 pedone del bianco | d7 pedone del nero · e7 donna del bianco · f7 re del bianco · d6 pedone del bianco · c5 pedone del bianco · d5 pedone del nero · f5 pedone del nero · h5 cavallo del nero · d4 cavallo del bianco · f4 re del nero · g4 pedone del nero · c3 pedone del nero · d3 pedone del bianco · g3 pedone del nero · d2 pedone del nero · e2 alfiere del bianco · f2 pedone del nero · g2 pedone del bianco | d7 pedone del nero · e7 donna del bianco · f7 re del bianco · d6 pedone del bianco · c5 pedone del bianco · d5 pedone del nero · f5 pedone del nero · h5 cavallo del nero · d4 cavallo del bianco · f4 re del nero · g4 pedone del nero · c3 pedone del nero · d3 pedone del bianco · g3 pedone del nero · d2 pedone del nero · e2 alfiere del bianco · f2 pedone del nero · g2 pedone del bianco | d7 pedone del nero · e7 donna del bianco · f7 re del bianco · d6 pedone del bianco · c5 pedone del bianco · d5 pedone del nero · f5 pedone del nero · h5 cavallo del nero · d4 cavallo del bianco · f4 re del nero · g4 pedone del nero · c3 pedone del nero · d3 pedone del bianco · g3 pedone del nero · d2 pedone del nero · e2 alfiere del bianco · f2 pedone del nero · g2 pedone del bianco | 6 |
| 5 | d7 pedone del nero · e7 donna del bianco · f7 re del bianco · d6 pedone del bianco · c5 pedone del bianco · d5 pedone del nero · f5 pedone del nero · h5 cavallo del nero · d4 cavallo del bianco · f4 re del nero · g4 pedone del nero · c3 pedone del nero · d3 pedone del bianco · g3 pedone del nero · d2 pedone del nero · e2 alfiere del bianco · f2 pedone del nero · g2 pedone del bianco | d7 pedone del nero · e7 donna del bianco · f7 re del bianco · d6 pedone del bianco · c5 pedone del bianco · d5 pedone del nero · f5 pedone del nero · h5 cavallo del nero · d4 cavallo del bianco · f4 re del nero · g4 pedone del nero · c3 pedone del nero · d3 pedone del bianco · g3 pedone del nero · d2 pedone del nero · e2 alfiere del bianco · f2 pedone del nero · g2 pedone del bianco | d7 pedone del nero · e7 donna del bianco · f7 re del bianco · d6 pedone del bianco · c5 pedone del bianco · d5 pedone del nero · f5 pedone del nero · h5 cavallo del nero · d4 cavallo del bianco · f4 re del nero · g4 pedone del nero · c3 pedone del nero · d3 pedone del bianco · g3 pedone del nero · d2 pedone del nero · e2 alfiere del bianco · f2 pedone del nero · g2 pedone del bianco | d7 pedone del nero · e7 donna del bianco · f7 re del bianco · d6 pedone del bianco · c5 pedone del bianco · d5 pedone del nero · f5 pedone del nero · h5 cavallo del nero · d4 cavallo del bianco · f4 re del nero · g4 pedone del nero · c3 pedone del nero · d3 pedone del bianco · g3 pedone del nero · d2 pedone del nero · e2 alfiere del bianco · f2 pedone del nero · g2 pedone del bianco | d7 pedone del nero · e7 donna del bianco · f7 re del bianco · d6 pedone del bianco · c5 pedone del bianco · d5 pedone del nero · f5 pedone del nero · h5 cavallo del nero · d4 cavallo del bianco · f4 re del nero · g4 pedone del nero · c3 pedone del nero · d3 pedone del bianco · g3 pedone del nero · d2 pedone del nero · e2 alfiere del bianco · f2 pedone del nero · g2 pedone del bianco | d7 pedone del nero · e7 donna del bianco · f7 re del bianco · d6 pedone del bianco · c5 pedone del bianco · d5 pedone del nero · f5 pedone del nero · h5 cavallo del nero · d4 cavallo del bianco · f4 re del nero · g4 pedone del nero · c3 pedone del nero · d3 pedone del bianco · g3 pedone del nero · d2 pedone del nero · e2 alfiere del bianco · f2 pedone del nero · g2 pedone del bianco | d7 pedone del nero · e7 donna del bianco · f7 re del bianco · d6 pedone del bianco · c5 pedone del bianco · d5 pedone del nero · f5 pedone del nero · h5 cavallo del nero · d4 cavallo del bianco · f4 re del nero · g4 pedone del nero · c3 pedone del nero · d3 pedone del bianco · g3 pedone del nero · d2 pedone del nero · e2 alfiere del bianco · f2 pedone del nero · g2 pedone del bianco | d7 pedone del nero · e7 donna del bianco · f7 re del bianco · d6 pedone del bianco · c5 pedone del bianco · d5 pedone del nero · f5 pedone del nero · h5 cavallo del nero · d4 cavallo del bianco · f4 re del nero · g4 pedone del nero · c3 pedone del nero · d3 pedone del bianco · g3 pedone del nero · d2 pedone del nero · e2 alfiere del bianco · f2 pedone del nero · g2 pedone del bianco | 5 |
| 4 | d7 pedone del nero · e7 donna del bianco · f7 re del bianco · d6 pedone del bianco · c5 pedone del bianco · d5 pedone del nero · f5 pedone del nero · h5 cavallo del nero · d4 cavallo del bianco · f4 re del nero · g4 pedone del nero · c3 pedone del nero · d3 pedone del bianco · g3 pedone del nero · d2 pedone del nero · e2 alfiere del bianco · f2 pedone del nero · g2 pedone del bianco | d7 pedone del nero · e7 donna del bianco · f7 re del bianco · d6 pedone del bianco · c5 pedone del bianco · d5 pedone del nero · f5 pedone del nero · h5 cavallo del nero · d4 cavallo del bianco · f4 re del nero · g4 pedone del nero · c3 pedone del nero · d3 pedone del bianco · g3 pedone del nero · d2 pedone del nero · e2 alfiere del bianco · f2 pedone del nero · g2 pedone del bianco | d7 pedone del nero · e7 donna del bianco · f7 re del bianco · d6 pedone del bianco · c5 pedone del bianco · d5 pedone del nero · f5 pedone del nero · h5 cavallo del nero · d4 cavallo del bianco · f4 re del nero · g4 pedone del nero · c3 pedone del nero · d3 pedone del bianco · g3 pedone del nero · d2 pedone del nero · e2 alfiere del bianco · f2 pedone del nero · g2 pedone del bianco | d7 pedone del nero · e7 donna del bianco · f7 re del bianco · d6 pedone del bianco · c5 pedone del bianco · d5 pedone del nero · f5 pedone del nero · h5 cavallo del nero · d4 cavallo del bianco · f4 re del nero · g4 pedone del nero · c3 pedone del nero · d3 pedone del bianco · g3 pedone del nero · d2 pedone del nero · e2 alfiere del bianco · f2 pedone del nero · g2 pedone del bianco | d7 pedone del nero · e7 donna del bianco · f7 re del bianco · d6 pedone del bianco · c5 pedone del bianco · d5 pedone del nero · f5 pedone del nero · h5 cavallo del nero · d4 cavallo del bianco · f4 re del nero · g4 pedone del nero · c3 pedone del nero · d3 pedone del bianco · g3 pedone del nero · d2 pedone del nero · e2 alfiere del bianco · f2 pedone del nero · g2 pedone del bianco | d7 pedone del nero · e7 donna del bianco · f7 re del bianco · d6 pedone del bianco · c5 pedone del bianco · d5 pedone del nero · f5 pedone del nero · h5 cavallo del nero · d4 cavallo del bianco · f4 re del nero · g4 pedone del nero · c3 pedone del nero · d3 pedone del bianco · g3 pedone del nero · d2 pedone del nero · e2 alfiere del bianco · f2 pedone del nero · g2 pedone del bianco | d7 pedone del nero · e7 donna del bianco · f7 re del bianco · d6 pedone del bianco · c5 pedone del bianco · d5 pedone del nero · f5 pedone del nero · h5 cavallo del nero · d4 cavallo del bianco · f4 re del nero · g4 pedone del nero · c3 pedone del nero · d3 pedone del bianco · g3 pedone del nero · d2 pedone del nero · e2 alfiere del bianco · f2 pedone del nero · g2 pedone del bianco | d7 pedone del nero · e7 donna del bianco · f7 re del bianco · d6 pedone del bianco · c5 pedone del bianco · d5 pedone del nero · f5 pedone del nero · h5 cavallo del nero · d4 cavallo del bianco · f4 re del nero · g4 pedone del nero · c3 pedone del nero · d3 pedone del bianco · g3 pedone del nero · d2 pedone del nero · e2 alfiere del bianco · f2 pedone del nero · g2 pedone del bianco | 4 |
| 3 | d7 pedone del nero · e7 donna del bianco · f7 re del bianco · d6 pedone del bianco · c5 pedone del bianco · d5 pedone del nero · f5 pedone del nero · h5 cavallo del nero · d4 cavallo del bianco · f4 re del nero · g4 pedone del nero · c3 pedone del nero · d3 pedone del bianco · g3 pedone del nero · d2 pedone del nero · e2 alfiere del bianco · f2 pedone del nero · g2 pedone del bianco | d7 pedone del nero · e7 donna del bianco · f7 re del bianco · d6 pedone del bianco · c5 pedone del bianco · d5 pedone del nero · f5 pedone del nero · h5 cavallo del nero · d4 cavallo del bianco · f4 re del nero · g4 pedone del nero · c3 pedone del nero · d3 pedone del bianco · g3 pedone del nero · d2 pedone del nero · e2 alfiere del bianco · f2 pedone del nero · g2 pedone del bianco | d7 pedone del nero · e7 donna del bianco · f7 re del bianco · d6 pedone del bianco · c5 pedone del bianco · d5 pedone del nero · f5 pedone del nero · h5 cavallo del nero · d4 cavallo del bianco · f4 re del nero · g4 pedone del nero · c3 pedone del nero · d3 pedone del bianco · g3 pedone del nero · d2 pedone del nero · e2 alfiere del bianco · f2 pedone del nero · g2 pedone del bianco | d7 pedone del nero · e7 donna del bianco · f7 re del bianco · d6 pedone del bianco · c5 pedone del bianco · d5 pedone del nero · f5 pedone del nero · h5 cavallo del nero · d4 cavallo del bianco · f4 re del nero · g4 pedone del nero · c3 pedone del nero · d3 pedone del bianco · g3 pedone del nero · d2 pedone del nero · e2 alfiere del bianco · f2 pedone del nero · g2 pedone del bianco | d7 pedone del nero · e7 donna del bianco · f7 re del bianco · d6 pedone del bianco · c5 pedone del bianco · d5 pedone del nero · f5 pedone del nero · h5 cavallo del nero · d4 cavallo del bianco · f4 re del nero · g4 pedone del nero · c3 pedone del nero · d3 pedone del bianco · g3 pedone del nero · d2 pedone del nero · e2 alfiere del bianco · f2 pedone del nero · g2 pedone del bianco | d7 pedone del nero · e7 donna del bianco · f7 re del bianco · d6 pedone del bianco · c5 pedone del bianco · d5 pedone del nero · f5 pedone del nero · h5 cavallo del nero · d4 cavallo del bianco · f4 re del nero · g4 pedone del nero · c3 pedone del nero · d3 pedone del bianco · g3 pedone del nero · d2 pedone del nero · e2 alfiere del bianco · f2 pedone del nero · g2 pedone del bianco | d7 pedone del nero · e7 donna del bianco · f7 re del bianco · d6 pedone del bianco · c5 pedone del bianco · d5 pedone del nero · f5 pedone del nero · h5 cavallo del nero · d4 cavallo del bianco · f4 re del nero · g4 pedone del nero · c3 pedone del nero · d3 pedone del bianco · g3 pedone del nero · d2 pedone del nero · e2 alfiere del bianco · f2 pedone del nero · g2 pedone del bianco | d7 pedone del nero · e7 donna del bianco · f7 re del bianco · d6 pedone del bianco · c5 pedone del bianco · d5 pedone del nero · f5 pedone del nero · h5 cavallo del nero · d4 cavallo del bianco · f4 re del nero · g4 pedone del nero · c3 pedone del nero · d3 pedone del bianco · g3 pedone del nero · d2 pedone del nero · e2 alfiere del bianco · f2 pedone del nero · g2 pedone del bianco | 3 |
| 2 | d7 pedone del nero · e7 donna del bianco · f7 re del bianco · d6 pedone del bianco · c5 pedone del bianco · d5 pedone del nero · f5 pedone del nero · h5 cavallo del nero · d4 cavallo del bianco · f4 re del nero · g4 pedone del nero · c3 pedone del nero · d3 pedone del bianco · g3 pedone del nero · d2 pedone del nero · e2 alfiere del bianco · f2 pedone del nero · g2 pedone del bianco | d7 pedone del nero · e7 donna del bianco · f7 re del bianco · d6 pedone del bianco · c5 pedone del bianco · d5 pedone del nero · f5 pedone del nero · h5 cavallo del nero · d4 cavallo del bianco · f4 re del nero · g4 pedone del nero · c3 pedone del nero · d3 pedone del bianco · g3 pedone del nero · d2 pedone del nero · e2 alfiere del bianco · f2 pedone del nero · g2 pedone del bianco | d7 pedone del nero · e7 donna del bianco · f7 re del bianco · d6 pedone del bianco · c5 pedone del bianco · d5 pedone del nero · f5 pedone del nero · h5 cavallo del nero · d4 cavallo del bianco · f4 re del nero · g4 pedone del nero · c3 pedone del nero · d3 pedone del bianco · g3 pedone del nero · d2 pedone del nero · e2 alfiere del bianco · f2 pedone del nero · g2 pedone del bianco | d7 pedone del nero · e7 donna del bianco · f7 re del bianco · d6 pedone del bianco · c5 pedone del bianco · d5 pedone del nero · f5 pedone del nero · h5 cavallo del nero · d4 cavallo del bianco · f4 re del nero · g4 pedone del nero · c3 pedone del nero · d3 pedone del bianco · g3 pedone del nero · d2 pedone del nero · e2 alfiere del bianco · f2 pedone del nero · g2 pedone del bianco | d7 pedone del nero · e7 donna del bianco · f7 re del bianco · d6 pedone del bianco · c5 pedone del bianco · d5 pedone del nero · f5 pedone del nero · h5 cavallo del nero · d4 cavallo del bianco · f4 re del nero · g4 pedone del nero · c3 pedone del nero · d3 pedone del bianco · g3 pedone del nero · d2 pedone del nero · e2 alfiere del bianco · f2 pedone del nero · g2 pedone del bianco | d7 pedone del nero · e7 donna del bianco · f7 re del bianco · d6 pedone del bianco · c5 pedone del bianco · d5 pedone del nero · f5 pedone del nero · h5 cavallo del nero · d4 cavallo del bianco · f4 re del nero · g4 pedone del nero · c3 pedone del nero · d3 pedone del bianco · g3 pedone del nero · d2 pedone del nero · e2 alfiere del bianco · f2 pedone del nero · g2 pedone del bianco | d7 pedone del nero · e7 donna del bianco · f7 re del bianco · d6 pedone del bianco · c5 pedone del bianco · d5 pedone del nero · f5 pedone del nero · h5 cavallo del nero · d4 cavallo del bianco · f4 re del nero · g4 pedone del nero · c3 pedone del nero · d3 pedone del bianco · g3 pedone del nero · d2 pedone del nero · e2 alfiere del bianco · f2 pedone del nero · g2 pedone del bianco | d7 pedone del nero · e7 donna del bianco · f7 re del bianco · d6 pedone del bianco · c5 pedone del bianco · d5 pedone del nero · f5 pedone del nero · h5 cavallo del nero · d4 cavallo del bianco · f4 re del nero · g4 pedone del nero · c3 pedone del nero · d3 pedone del bianco · g3 pedone del nero · d2 pedone del nero · e2 alfiere del bianco · f2 pedone del nero · g2 pedone del bianco | 2 |
| 1 | d7 pedone del nero · e7 donna del bianco · f7 re del bianco · d6 pedone del bianco · c5 pedone del bianco · d5 pedone del nero · f5 pedone del nero · h5 cavallo del nero · d4 cavallo del bianco · f4 re del nero · g4 pedone del nero · c3 pedone del nero · d3 pedone del bianco · g3 pedone del nero · d2 pedone del nero · e2 alfiere del bianco · f2 pedone del nero · g2 pedone del bianco | d7 pedone del nero · e7 donna del bianco · f7 re del bianco · d6 pedone del bianco · c5 pedone del bianco · d5 pedone del nero · f5 pedone del nero · h5 cavallo del nero · d4 cavallo del bianco · f4 re del nero · g4 pedone del nero · c3 pedone del nero · d3 pedone del bianco · g3 pedone del nero · d2 pedone del nero · e2 alfiere del bianco · f2 pedone del nero · g2 pedone del bianco | d7 pedone del nero · e7 donna del bianco · f7 re del bianco · d6 pedone del bianco · c5 pedone del bianco · d5 pedone del nero · f5 pedone del nero · h5 cavallo del nero · d4 cavallo del bianco · f4 re del nero · g4 pedone del nero · c3 pedone del nero · d3 pedone del bianco · g3 pedone del nero · d2 pedone del nero · e2 alfiere del bianco · f2 pedone del nero · g2 pedone del bianco | d7 pedone del nero · e7 donna del bianco · f7 re del bianco · d6 pedone del bianco · c5 pedone del bianco · d5 pedone del nero · f5 pedone del nero · h5 cavallo del nero · d4 cavallo del bianco · f4 re del nero · g4 pedone del nero · c3 pedone del nero · d3 pedone del bianco · g3 pedone del nero · d2 pedone del nero · e2 alfiere del bianco · f2 pedone del nero · g2 pedone del bianco | d7 pedone del nero · e7 donna del bianco · f7 re del bianco · d6 pedone del bianco · c5 pedone del bianco · d5 pedone del nero · f5 pedone del nero · h5 cavallo del nero · d4 cavallo del bianco · f4 re del nero · g4 pedone del nero · c3 pedone del nero · d3 pedone del bianco · g3 pedone del nero · d2 pedone del nero · e2 alfiere del bianco · f2 pedone del nero · g2 pedone del bianco | d7 pedone del nero · e7 donna del bianco · f7 re del bianco · d6 pedone del bianco · c5 pedone del bianco · d5 pedone del nero · f5 pedone del nero · h5 cavallo del nero · d4 cavallo del bianco · f4 re del nero · g4 pedone del nero · c3 pedone del nero · d3 pedone del bianco · g3 pedone del nero · d2 pedone del nero · e2 alfiere del bianco · f2 pedone del nero · g2 pedone del bianco | d7 pedone del nero · e7 donna del bianco · f7 re del bianco · d6 pedone del bianco · c5 pedone del bianco · d5 pedone del nero · f5 pedone del nero · h5 cavallo del nero · d4 cavallo del bianco · f4 re del nero · g4 pedone del nero · c3 pedone del nero · d3 pedone del bianco · g3 pedone del nero · d2 pedone del nero · e2 alfiere del bianco · f2 pedone del nero · g2 pedone del bianco | d7 pedone del nero · e7 donna del bianco · f7 re del bianco · d6 pedone del bianco · c5 pedone del bianco · d5 pedone del nero · f5 pedone del nero · h5 cavallo del nero · d4 cavallo del bianco · f4 re del nero · g4 pedone del nero · c3 pedone del nero · d3 pedone del bianco · g3 pedone del nero · d2 pedone del nero · e2 alfiere del bianco · f2 pedone del nero · g2 pedone del bianco | 1 |
|   | a | b | c | d | e | f | g | h |   |

Soluzione:
1. Rg6!  (min. 2. Dg5+ e 3. De3#)
1... d1=C 2. Af1 ∼ 3. Ce2#

1... f1=C 2. Ad1 ∼ 3. Ce2#

## Opere
Niemeijer scrisse molti libri sui problemi di scacchi, tra cui diversi volumi della serie Nederlandse Probleemcomponisten: Leonard N. De Jong (1941), G.L. De Boer (1941), Jos Opdenoordt (1943), Jan Hartong (1946), G.H. Drese (1947), Eeltje Visserman (1960), Pieter ten Cate (1961).
Altre pubblicazioni:
- 50 Schaakproblemen (1933), una raccolta di sue composizioni
- Bloemlezing van Nederlandsche schaakproblemen uit de jaren 1792—1933, Amsterdam, 1934
- Avonturen in avonturen (1942)
- Nederland op z'n best (1942)
- Zwarte magie (1945), raccolta di problemi nei quali è protagonista la Donna nera
- De Roch als heraldische Figuur (1946)
- Schaakbibliotheken. Een Boek over verzamelaars en verzamelingen (1948)
- Zo sprak Wolfgang Pauly (1948)
- Twee Zielen - Twee Gedachten (1959), selezione di problemi di Lev Loshinskij e Jan Hartong
- Chess problems of G.H. Goethart (1962)
- The Danish Wizard (1963), raccolta di problemi di Knud Hannemann
- Boerenschroom (1965)
- Inspanning en ontspanning (1969)
- Fascinerend Material (1970)
- Majesteistsschennis (1971)